# Simon de Langres
Simon de Langres (... – Nantes, 7 giugno 1384) è stato un vescovo cattolico francese appartenente all'Ordine dei frati predicatori.

## Biografia
Dal 1350 al 1352 fu provinciale superiore di Francia. 
Fu maestro generale dell'Ordine dei predicatori dal 1352 al 1366.
Nel 1360 Innocenzo VI lo nominò suo nunzio presso la corte di Giovanni II il Buono.
Il 16 marzo 1366 fu nominato vescovo e destinato alla sede di Nantes, perciò si dimise dal suo incarico di maestro dei predicatori. Nel 1382 fu trasferito alla diocesi di Vannes, ma un anno dopo si dimise e tornò a Nantes, dove il 7 giugno del 1384 si spense nel convento dove si era ritirato.